# Katsuhiro Kusaki
Katsuhiro Kusaki (草木 克洋, Kusaki Katsuhiro, Kyoto, 12 april 1962) is een Japans voormalig voetballer die als middenvelder speelde.

## Clubcarrière
In 1978 ging Kusaki naar de Rakunan High School, waar hij in het schoolteam voetbalde. Nadat hij in 1981 afstudeerde, ging Kusaki spelen voor Yanmar Diesel. Kusaki veroverde er in 1983 en 1984 de JSL Cup. In 11 jaar speelde hij er 156 competitiewedstrijden en scoorde 33 goals. Kusaki speelde tussen 1992 en 1994 voor Gamba Osaka en Kyoto Purple Sanga. Kusaki beëindigde zijn spelersloopbaan in 1994.

## Japans voetbalelftal
Katsuhiro Kusaki debuteerde in 1988 in het Japans nationaal elftal en speelde 2 interlands.

## Statistieken
| Japans voetbalelftal | Japans voetbalelftal | Japans voetbalelftal |
| Jaar                 | Wed.                 | Dlp.                 |
| -------------------- | -------------------- | -------------------- |
| 1988                 | 2                    | 0                    |
| Totaal               | 2                    | 0                    |